# Kurokava Takaja
Kurokava Takaja (Ehime, 1981. április 7. –) japán válogatott labdarúgó.

## Nemzeti válogatott
A japán U23-as válogatott tagjaként részt vett a 2004. évi nyári olimpiai játékokon.